# We are the 99 percent

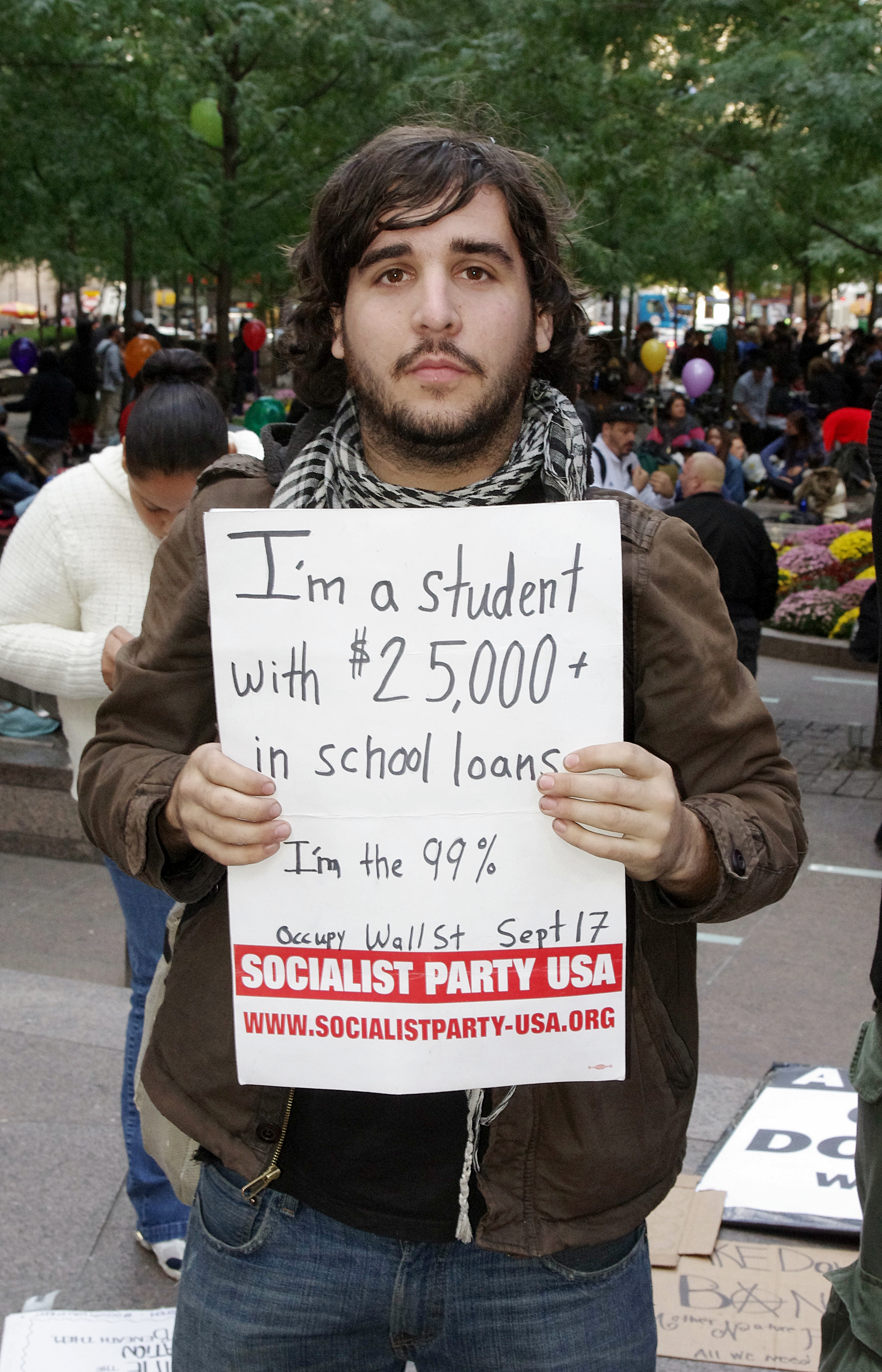
Demonstrant der Socialist Party USA mit Schild: „Ich bin Student mit 25.000 $ Schulden in Studiendarlehen. Ich bin die 99 %“.

„We are the 99 percent“ (englisch für „Wir sind die 99 Prozent“) war das Motto der Occupy-Wall-Street-Bewegung, die vom 17. September bis zum 15. November 2011 den Zuccotti Park im Finanzdistrikt der Wall Street in New York City besetzt hielt. Im Zuge der Ausbreitung der Bewegung wurde das Motto auch in anderen Teilen der Welt verwendet, teils übersetzt in die jeweilige Landessprache.

## Verwendung des Slogans
Die Rede von den 99 %, die einem Top-1-% gegenüberstehen, bezieht sich auf die Verteilung der Vermögen. Das Motto richtet sich gegen einen zu starken Einfluss der reichsten Amerikaner (1 %), die mindestens 38 % des Vermögens besitzen, auf die Politik und Gesetzgebung, deren „hemmungslose Gier“ und eine zu banken- und wirtschaftsfreundliche Politik, die dieser entgegenkommt. Das Motto war von Anfang an mit der Bewegung verknüpft und erschien auch auf der Website occupywallst.org. Es wurde, bezugnehmend auf Joseph E. Stiglitz, unter anderem durch den amerikanischen Ethnologen und Anarchisten David Graeber mitformuliert. Auch bei Demonstrationen der internationalen Occupy-Wall-Street-Bewegung, die am 15. Oktober 2011 weltweit, darunter in Deutschland, stattfanden, wurde es verwendet.
Auch im Rahmen der Blockupy-Aktionstage vom 16. bis zum 19. Mai 2012 in Frankfurt wurde diese Parole verwendet.
Gleichzeitig ist das Motto der Name einer Tumblr-Site, auf der von ihrem Start am 23. August 2011 bis Mitte Oktober über 1200  Beiträge gesammelt wurden, die jeweils aus dem Foto eines Schildes oder eines Zettels bestehen, in denen jemand seine Situation schildert, wobei eine Reihe von Themen immer wieder auftauchen:
- Verlust von Arbeit und Wohnung,
- fehlende Krankenversicherung,
- Perspektivlosigkeit akademisch Gebildeter, die gleichzeitig mit hohen Ausbildungsdarlehen belastet sind.

Am Ende des Textes erscheint jeweils das Motto.
Beispiele:

„Ich bin 53 Jahre alt und habe gearbeitet, seit ich 13 war (und zahlte dabei Sozial- und Krankenversicherung). Ich habe zwei Rentenverträge und eine Pension verloren. Ich habe 2007 mein Heim durch einen Hypothekendarlehensbetrug verloren. Ich bin EIN Monatsgehalt von der Obdachlosigkeit entfernt. Ich zahle mehr Steuern, als GE, Exxon und die Bank of America zusammen! Meine Ruhestandspläne bestehen darin, zu ARBEITEN BIS ICH STERBE! ICH BIN DIE 99%!! ICH WÄHLE!“

„Ich bin eine 30jährige Mutter eines Kindes und verheiratet. 2006 ging es uns gut, ich wurde schwanger, musste wegen Präeklampsie 4 Monate im Bett liegen. Während der Zeit wurde ich gefeuert. 2011: Wir haben all unser Eigentum verkauft, um unserer Tochter zu geben, was sie braucht. Ich kann keinen anderen Job finden. Unser Haus ist gerade unter Zwangsvollstreckung gefallen. ICH HABE ANGST. WIR SIND DIE 99%.“

## Rezeption

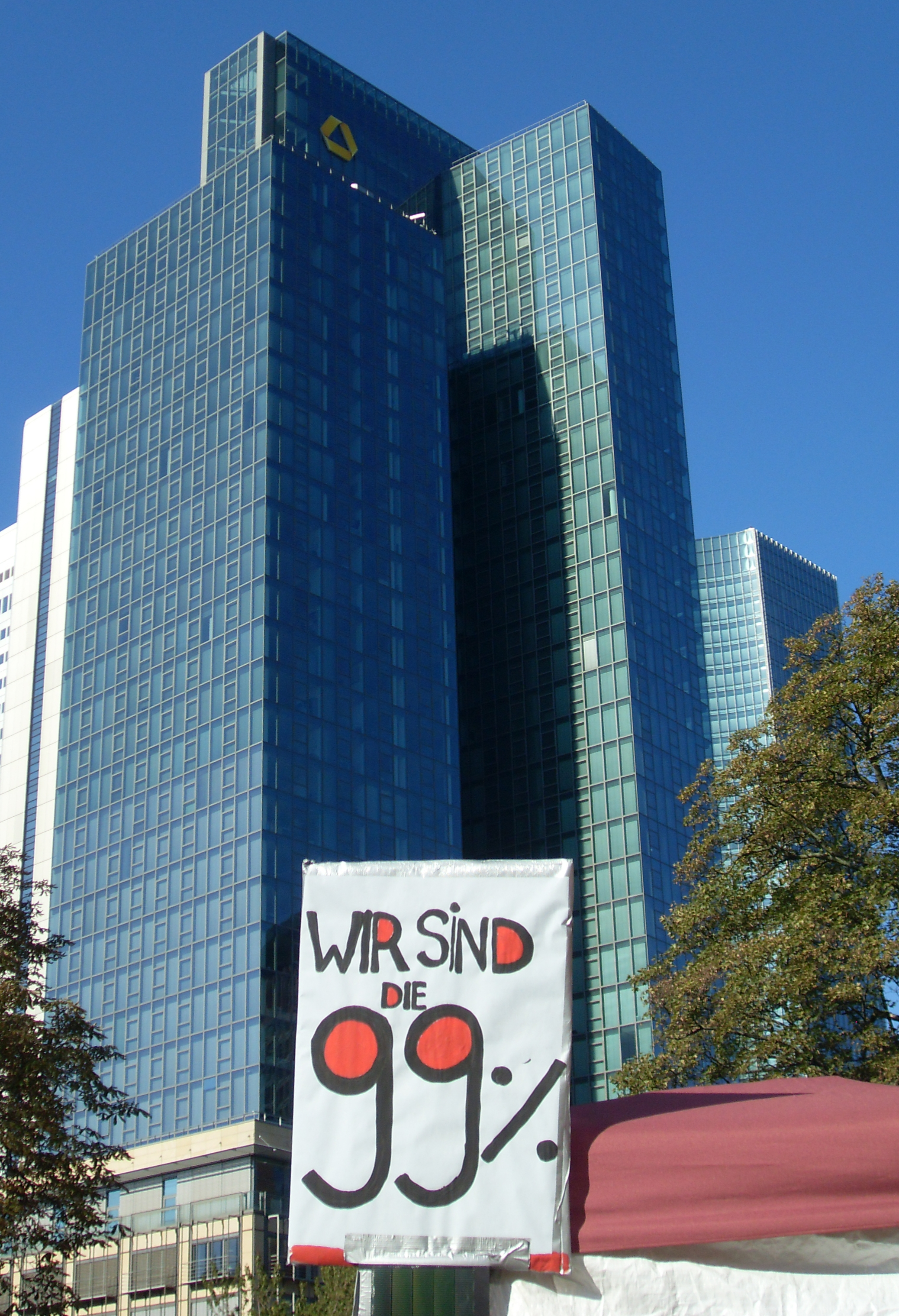
Motto vor einem Gebäude der Commerzbank in Frankfurt am Main im Oktober 2011

Die Reaktionen auf das Motto und das Format der Amateurfotos von selbstgemalten Schildern als auch die Hunderte von auf der tumblr-Website gesammelten so dargestellten Einzelschicksalen waren breit gefächert.
Im Magazin The Atlantic nahm Daniel Indiviglio das Motto beim Wort und bezweifelte, dass es 99 % seien. Er zitierte den auf der tumblr-Site in der Seitenleiste erscheinenden Text:

„Wir sind die 99 Prozent. Wir werden aus unserer Wohnung geworfen. Wir müssen wählen zwischen Lebensmitteln und Miete. Wir bekommen keine ordentliche medizinische Versorgung. Wir leiden unter Umweltverschmutzung. Wir leisten Überstunden für wenig Geld und bleiben rechtlos, falls wir überhaupt Arbeit haben. Wir bekommen nichts und 1 Prozent bekommt alles. Wir sind die 99 Prozent.“

Anschließend prüfte er nach, ob buchstäblich 99 % unter den genannten Bedingungen litten, und kam zu dem Ergebnis, dass z. B. höchstens 10 % ihr Heim verloren haben oder nur 15 % in Armut leben, es mithin Minderheiten und keine Mehrheiten seien. Zudem sei die Mehrheit der amerikanischen Bevölkerung weiterhin vom kapitalistischen System überzeugt.
Seine Kollegin Megan McArdle zeigte sich dagegen von den Einzelschicksalen auf Tumblr berührt und erinnerte sich daran, dass sie selbst am Ende ihres Studiums – angesichts hoher Schulden und einer unsicheren Zukunft – in einer ähnlichen Situation steckte. Dann aber erinnerte sie sich auch an ihre damaligen Erfahrungen bei Protestbewegungen und daran, dass das irgendwie auch Spaß war, und überträgt das auf die Demonstranten der Liberty Plaza:

„Ihre Zeit kostet sie nicht viel, sie sind nicht in Gefahr, und ja, ich muss das sagen, Demonstrieren macht Spaß.“

Ganz anders Ezra Klein, Kolumnist der Washington Post, der sich betroffen von den Einzelschicksalen zeigte:

„Das ist kein leeres Gedröhne gegen das System. Das sind keine anarchistischen Manifeste. Das sind keine Aufrufe zur Revolution. Das sind kleine Geschichten von Leuten, die sich an die Regeln hielten, machten, was man ihnen sagte, und nun nichts vorzuweisen haben.“

Außerdem hielt er im Vergleich zur Botschaft dieser Bilder die Aktionen auf der Liberty Plaza und anderswo für weniger signifikant.
Stern online stellte den Bezug zu einem Beitrag von Joseph E. Stiglitz her, der im Titel seines Artikels bei Vanity Fair vom Mai 2011 (Of the 1 %, by the 1 %, for the 1%) an die Gettysburg Address, eine Rede Abraham Lincolns, erinnerte. Der Artikel von Stiglitz lese sich wie ein Manifest der aktuellen Proteste. Stiglitz überschrieb seinen Artikel mit der Feststellung, dass ein Prozent der Amerikaner fast ein Viertel des nationalen Einkommens bezögen. Dies sei eine Ungleichheit, die die Reichen noch bereuen würden. Das Schicksal des oberen Prozents der Bevölkerung sei mit den Lebensbedingungen der anderen 99 Prozent verknüpft.
Auch die Badische Zeitung sah den Beitrag des Nobelpreisträgers, der die Occupy-Wall-Street-Bewegung unterstützte, als Ideengeber für das Motto.
Seyla Benhabib und Eliot Weinberger setzten sich mit dem Motto im Feuilleton der Zeit auseinander. Auch Weinberger konstatierte, dass ein Prozent der US-Amerikaner 24 Prozent des gesamten Einkommens verdienen, 50 Prozent der Wertpapiere und 40 Prozent des nationalen Vermögens besitzen, dabei aber steuerlich gegenüber dem Rest der Bevölkerung im Vorteil sind. 99 Prozent der Amerikaner seien, so Weinberger, „auf unterschiedliche Weise unglücklich“. Der Hedgefonds-Manager John Paulson gab demgegenüber zu bedenken, „dass das obere ein Prozent der New Yorker 40 Prozent aller Einkommensteuern zahle, was wiederum der ganzen Stadt zugute komme“.
Spiegel Online griff die Verwendung des Mottos bei einer Demonstration in Frankfurt am Main auf und setzte ihn in Bezug zu Meinungsumfragen, deren Ergebnissen zufolge sich die große Mehrheit der Bevölkerung dafür aussprach, dass Steuergelder nicht zur Rettung von Kreditinstituten verwendet werden sollen. Die niedrigen Teilnehmerzahlen der Demonstrationen in Deutschland sprächen jedoch eher gegen die Verwendung des Mottos. Ähnlich gelagerte Kritik kam von Thomas Straubhaar, der aufgrund der besseren sozialen Bedingungen dem Motto und der Occupy-Wall-Street-Bewegung in Deutschland „keine dauerhaften Chancen“ einräumte. Unter den schlechteren wirtschaftlichen Voraussetzungen der Vereinigten Staaten könne die Bewegung jedoch die dortige Präsidentschaftswahl 2012 beeinflussen.
In der Z. Zeitschrift Marxistische Erneuerung wies Ingar Solty darauf hin, dass die Parole die wachsende soziale Ungleichheit thematisiere, aber für verschiedene Interpretationen ihrer Ursachen offen sei. Der Anteil der oberen 1 % läge sowohl beim Volkseinkommen als auch beim gesellschaftlichen Gesamtvermögen zwischen 20 und 25 %. Der typische Diskrepanzeffekt zwischen Einkommens- und Vermögensstatistiken in Bezug auf die soziale Ungleichheit ergebe sich erst ab den in diesen Statistiken ansonsten üblichen Fünfteln (20 %) oder Zehnteln (10 %). Das Motto stehe deshalb auch für die allgemeine Offenheit der Bewegung in Bezug auf die Mittel zur Behebung der Ungleichheit, d. h. die offene Frage nach ihren politischen Forderungen. Das Tumblr und die dort beschriebenen Einzelschicksale dienten zunächst als „Grundlage für eine Verständigung über die soziale Natur der eigenen Prekarität.“ Denn im Gegensatz zu klassischen Demonstrationen mobilisiere die Bewegung „nicht schon weltanschaulich orientierte und nach bewussten Interessen organisierte Masseninstitutionen zur Politik im öffentlichen Raum“. Der öffentliche Raum funktioniere „als vorpolitischer Raum spontaner Versammlung von 'Empörten', der sich politisch durch Lernprozesse über die kollektiv-soziale Natur der eigenen Lage angeeignet“ werde. Dahinter verberge sich „das Versprechen, dass die offenkundige Heterogenität der Bewegung in Bezug auf politische Milieus, Politik- und Bewegungserfahrung und politische Überzeugungen in diesem Schmelztiegel zu interessengeleiteten kohärenten Projekten“ führen werde. „Denn aus den '99%' gegen die '1%'“ müsse ein „neues bewusstes, politisches Kollektivsubjekt mit einem gemeinsamen Willen und Projekt - nennen wir es einmal Prekariat - erst noch entstehen.“
Alex Feuerherdt sprach in der Jungle World vom 1. Dezember 2011 angesichts des 99 %-Mottos von einer „Sehnsucht nach Kollektivität“. Ferner war er der Ansicht, dass über die Auffassung, die Welt werde „von einer kleinen Minderheit beherrscht“, die „beseitigt“ gehöre, innerhalb der Occupy-Bewegung Konsens herrsche. Dies trage verschwörungstheoretische und auch an antisemitische Theorien erinnernde Züge.
Das Autorenkollektiv Comité invisible schrieb:

„Wie jeder Werbeslogan bezieht die Parole »Wir sind die 99%« ihre Wirkkraft nicht aus dem, was sie sagt, sondern aus dem, was sie nicht sagt. Was sie nicht sagt, ist die Identität der 1% Mächtigen. Was diese 1% kennzeichnet, ist nicht, dass sie reich sind – in den Vereinigten Staaten gibt es deutlich mehr Reiche als 1% – und auch nicht, dass sie berühmt sind – sie verhalten sich eher unauffällig, und wem wollte man heutzutage nicht seine Viertelstunde Ruhm gönnen? Was diese 1% auszeichnet, ist, dass sie organisiert sind. Sie organisieren sich sogar, um das Leben der anderen zu organisieren. Die Wahrheit dieses Slogans ist fürwahr grausam, und sie lautet, dass es auf die Menge nicht ankommt: Man kann 99% sein und perfekt beherrscht werden“